# S/2017 J 2
S/2017 J 2 è un satellite naturale di Giove. È stato scoperto da Scott S. Sheppard nel 2017. Appartiene al gruppo di Carme.

## Dati orbitali
S/2017 J 2 orbita intorno a Giove con un semiasse maggiore di circa  22953200 km in circa 724,71 giorni, con un'eccentricità di 0,272. L'orbita è retrograda con una inclinazione di circa 164,5°; di conseguenza, la luna si muove in direzione opposta alla rotazione del pianeta.

## Designazione
Poiché la sua orbita è stata determinata con precisione, il satellite ha ricevuto un ordinale: Giove LXIII.